# Союз-12
Союз-12 — пілотований космічний корабель серії «Союз». Після катастрофи корабля «Союз-11» запуски не здійснювали 18 місяців. За цей час змінилась компонування органів управління корабля, які стали більш ергономічними; старт і посадку здійснювали лише в скафандрах; екіпаж зменшили до двох осіб, щоб надати місце для установки автономного забезпечення життєдіяльності легких скафандрів, значний об'єм в якій займала кріогенна ємність з запасом повітря). Це був перший політ в скафандрах після космічного корабля «Схід-2»

## Екіпаж
- Основний

Командир Лазарєв Василь Григорович
Бортінженер Макаров Олег Григорович
- Дублерний

Командир Губарєв Олексій Олександрович
Бортінженер Гречко Георгій Михайлович
- Резервний

Командир Климук Петро Ілліч
Бортінженер Севастьянов Віталій Іванович

## Політ
27 вересня 1973 року в 12:18:16 UTC з космодрому Байконур запущено КК «Союз-12» з екіпажем Лазарєв, Макаров.
29 вересня в 11:33:48 UTC КК Союз-12 здійснив посадку.
Спершу планувався політ КК Союз-12 на ОС типу «Салют». Але за кілька місяців до польоту корабля вийшли з ладу Салют-2 і Космос-557, тому корабель не міг зістикуватись зі станцією. У корабля не було сонячних батарей, ємності акумуляторних батарей вистачало на дві доби польоту — цього було достатньо для польоту на станцію і повернення на Землю.
Після успішного запуску 27 вересня 1973 року корабель маневрував з виходом на орбіту 326 х 344 км на другу добу в космосі,, пізніше ця орбіта використовувалась як стандартна орбіта ОС Салют-4. Використано мультиспектральну камеру в орбітальному модулі, щоб скоординовано з літаком фотографувати Землю. Метою (за офіційною версією) було дослідження стану сільськогосподарських рослин і лісів. Космонавти також перевірили можливість за допомогою супутника «Блискавка-1» зв'язатись з наземними станціями, коли корабель перебуває поза межами прямої видимості з Землі.